# Speelslinger Oosterpark
De Speelslinger Oosterpark in een artistiek en bouwkundig kunstwerk in Amsterdam-Oost.
Het speeltuig kwam er op verzoek van de gemeente Amsterdam. Zij liet een speeltoestel ontwerpen voor een nieuw in te richten speelplaats in het Oosterpark, dat een flinke opknapbeurt kreeg in de jaren tien van de 21e eeuw. Het ontwerp is afkomstig van het Amsterdamse bedrijf Carve, dat speeltoestellen voor over de gehele wereld ontwerpt. Vervolgens moest er een bedrijf ingeschakeld worden om het object te bouwen. Een in civiele techniek gespecialiseerd bedrijf uit Nieuw-Vennep kreeg uiteindelijk de opdracht. In de zandbak werd vanaf mei 2015 gebouwd aan wat de langste speelslinger van Nederland was. In het object zijn diverse bouwtechnieken samengevoegd (bouwkundige elementen, speelveiligheid, passend maken tussen bomen met hun wortels etc.). Het gevaarte wordt gedragen door een paalconstructie die een buizenframe draagt waarop loopplanken liggen. De vierkleurige balustrade (oranje, geel, blauw en roze) is afgewerkt met kabelnetten van roestvast staal. Het geheel is 88 meter lang en mondt uit in een tunnelglijbaan.
Bokkenrijder · Bolgewas · Communicatie · Justus van Maurikbank · Leonard Springerbrug · Limietpalen Oosterpark · Monument voor de Tachtigers · Muziekkoepel Oosterpark · Nationaal monument slavernijverleden · Politiehond Albert · Rotsfontein Oosterpark · De Schreeuw · Speelslinger Oosterpark · Spelende kinderen · Spreeksteen · Tekststeen Julianaboom · De Titaantjes · Het westen ontvangt en ontmoet 't oosten